# Щастя

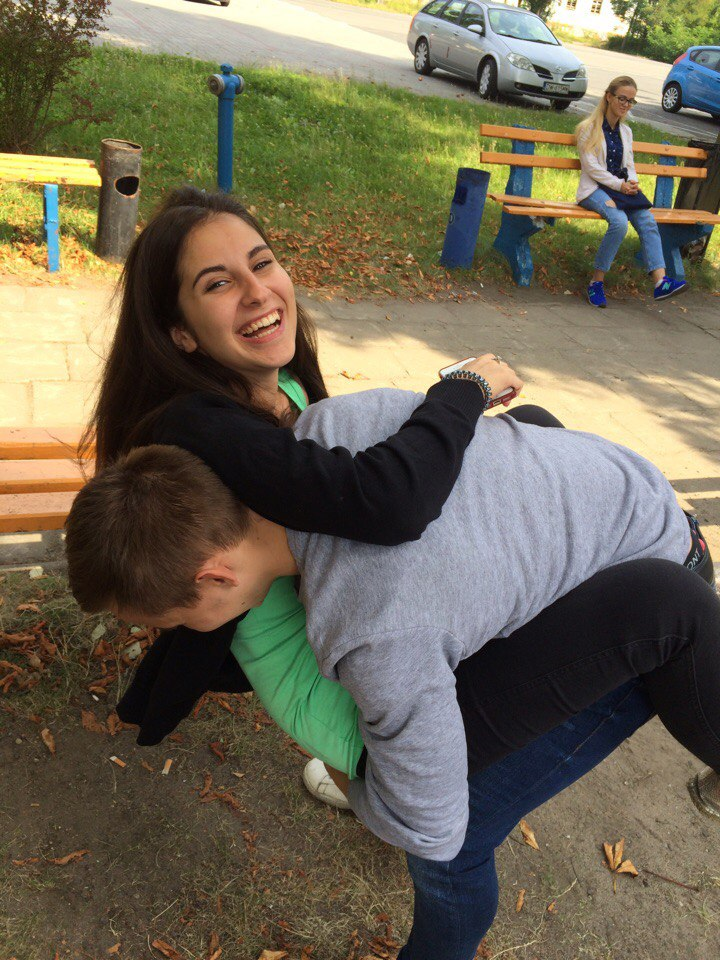
Щастя

Ща́стя — психоемоційний стан цілковитого вдоволення життям; відчуття радості, приємних емоцій та задоволення життям.
Щастя виникає внаслідок різних факторів, таких як зосередженість на хороших думках, життя в сьогоденні, пошук і досягнення своїх пристрастей, а також відчуття мети. Це не залежить від матеріальних благ чи зовнішніх обставин, а скоріше від ставлення та вибору людини. Щастя може бути невловимим, якщо його прагнути безпосередньо, але його можна знайти, коли людина зосереджується на інших аспектах життя, таких як особисте зростання, любов і правда.
Щастя можна визначити як стан благополуччя, що характеризується емоціями від задоволення до сильної радості. Він включає як переживання позитивних емоцій, так і загальну оцінку задоволеності життям. Щастя часто вважають суб’єктивним досвідом, оскільки воно різниться від людини до людини залежно від індивідуальних уподобань, цінностей та обставин. Хоча важко дати єдине всеохоплююче визначення, щастя, як правило, визнається фундаментальним аспектом людського процвітання та ключовим показником хорошого життя.

## Психологічний підхід

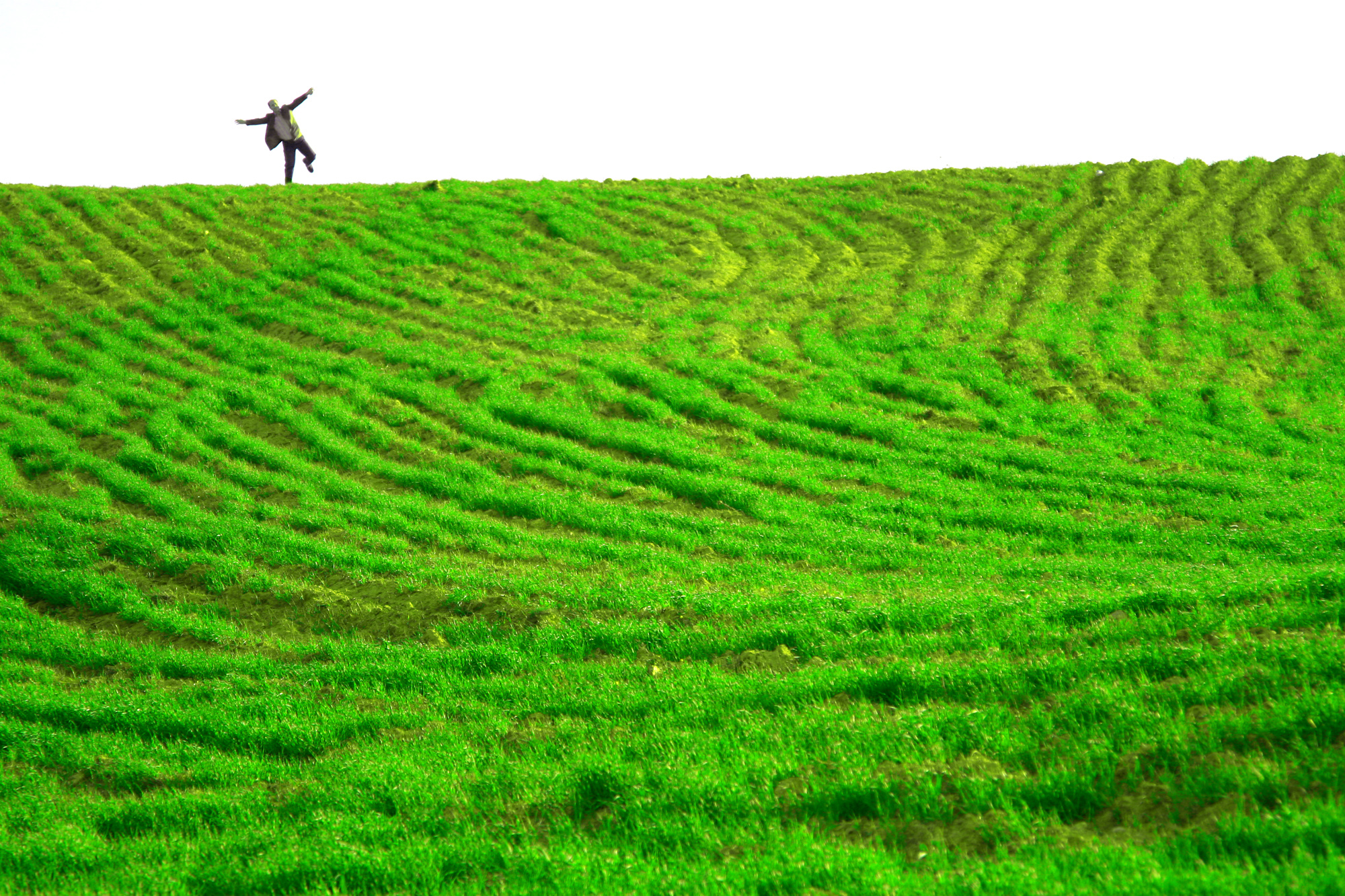
Спонтанність є однією з характеристик щасливих людей.

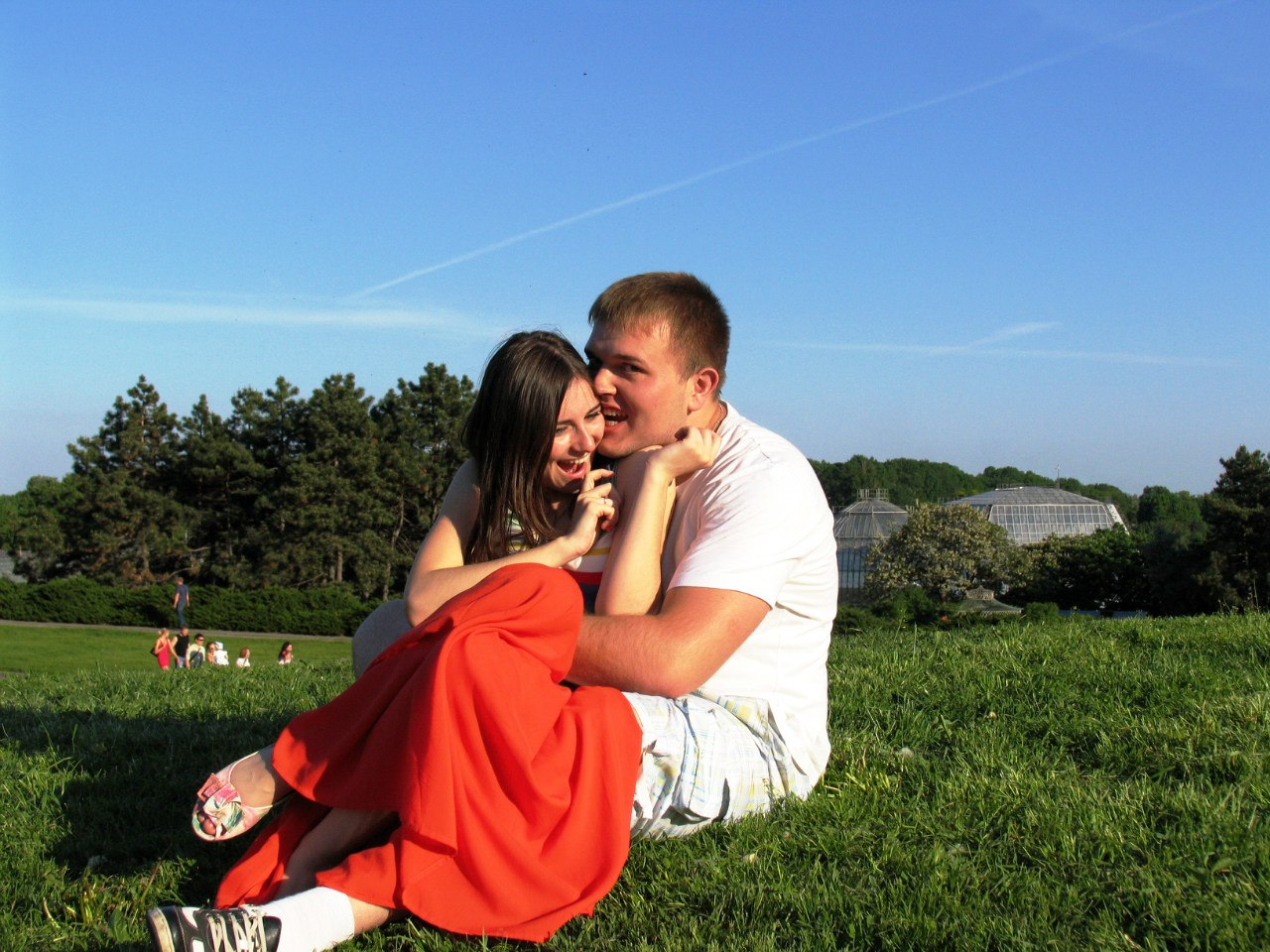
Любов робить людей щасливими.

Поняття щастя вивчається в галузі сучасної позитивної психології. Серед науково-популярної літератури по темі можна виділити праці Зелігмана, Любомірскі та Дінера.
На думку американського психолога Абрагама Маслоу сутністю щастя є задоволення потреб. Він вважає, що люди мають п'ять рівнів потреб:
- фізіологічні потреби — голод, спрага, сон,
- потреби безпеки,
- потреби спілкування і любові,
- потреба в повазі,
- потреба самореалізації.

Після задоволення потреб нижчого рівня виходять на перший план потреби більш вищого порядку. Щаслива людина — це людина, яка задовольняє всі потреби. Оскільки найвищою є потреба самореалізації, можна припустити, що люди щасливі — це люди самореалізовані.

## Біологія та нейронаука щастя
Щастя — це психологічний феномен, який глибоко досліджується в біології та нейронауці. Дослідження виявили роль нейромедіаторів, гормонів, ділянок мозку та генетичних факторів у сприянні та регулюванні щастя. Розуміння цих біологічних аспектів може запропонувати розуміння механізмів, що лежать в основі щастя, і надати потенційні шляхи втручання для покращення добробуту. Наприклад, дослідження 2021 року, яке охопило понад 40 тис. сімей у Великій Британії, показало, що регулярне споживання фруктів, овочів та регулярні фізичні вправи підвищують рівень щастя, незалежно від рівня доходів, місця проживання, статі, освіти та вікової групи.
Кілька нейромедіаторів і гормонів відіграють вирішальну роль у регуляції щастя та позитивних емоцій. Серед ключових гравців:
- Серотонін: серотонін, який часто називають нейромедіатором «гарного самопочуття», бере участь у регуляції настрою, апетиту та сну. Низький рівень серотоніну пов’язаний з депресією.
- Дофамін: зазвичай пов’язаний із системою винагороди мозку, дофамін виділяється під час приємних переживань і зміцнює поведінку, яка сприяє щастю. Дофамін також необхідний для мотивації, цілеспрямованої поведінки та прийняття рішень.
- Ендорфіни: це природні болезаспокійливі та засоби для покращення настрою, які виробляє організм. Вони забезпечують відчуття благополуччя, розслаблення і навіть ейфорію, як, наприклад, після фізичної активності, такої як фізичні вправи або сміх.
- Окситоцин: Окситоцин, який часто називають «гормоном кохання» або «гормоном зв’язку», виділяється під час соціальних взаємодій, таких як обійми та фізичні дотики. Він відіграє життєво важливу роль у вихованні довіри, співчуття та прихильності у стосунках.

Кілька областей і мереж мозку беруть участь у переживанні та регуляції щастя, зокрема:
- Префронтальна кора: має важливе значення для когнітивних функцій вищого порядку, таких як прийняття рішень, емоційна регуляція та встановлення цілей. Зокрема, ліва префронтальна кора головного мозку пов’язана з позитивними емоціями та стійкістю.
- Мигдалеподібне тіло: відповідає за обробку емоцій, особливо страху та тривоги. Добре відрегульована мигдалина сприяє емоційній стабільності та кращому контролю над стресом, що може сприяти щастю.
- Гіпокамп: відіграє важливу роль у консолідації пам’яті, навчанні та емоційній регуляції. Здоровий гіпокамп асоціюється з кращим психічним самопочуттям і зниженою вразливістю до стресу та депресії.
- Прилегле ядро: ця область є центральною для системи винагороди мозку та активується у відповідь на приємні подразники. Прилегле ядро бере участь у обробці винагород, мотивації та позитивного підкріплення, що може впливати на щастя.

Також, взаємодія між генетикою та епігенетикою відіграє важливу роль у формуванні індивідуальних відмінностей у відчутті щастя та суб’єктивному благополуччі.
Кілька генетичних факторів сприяють індивідуальним відмінностям у щасті. Дослідження близнюків і сімей показали, що генетичні фактори спричиняють приблизно 30-50% варіацій суб’єктивного благополуччя. Певні гени впливають на рівень щастя, наприклад ген транспортера серотоніну (5-HTTLPR), що бере участь у зворотному захопленні серотоніну, та ген катехол-О-метилтрансферази (COMT), що бере участь у розпаді дофаміну та інших нейромедіаторів.
Епігенетичні механізми, такі як метилювання ДНК і модифікація гістонів, відіграють певну роль у регуляції експресії генів і на них можуть впливати фактори зовнішнього середовища. Дослідження 2021 року, яке охопило понад 40 тис. сімей у Великій Британії, показало, що регулярне споживання фруктів, овочів та регулярні фізичні вправи підвищують рівень щастя, незалежно від рівня доходів, місця проживання, статі, освіти та вікової групи.

## Філософські погляди
Поняття щастя досліджували та обговорювали в різних культурах та історичних періодах. У давньогрецькій філософії щастя, або «евдемонія», вважалося кінцевою метою життя і часто асоціювалося з чеснотним і цілеспрямованим існуванням. Подібним чином у східних філософіях, таких як буддизм і даосизм, щастя досягається через усвідомленість, рівновагу та гармонію з природним світом. (див. Медитація).
Протягом всієї історії релігійні та духовні традиції також пропонували уявлення про щастя, наголошуючи на важливості чеснот, співчуття та трансцендентності. Пізніше, в епоху Просвітництва, щастя розглядалося як фундаментальне право, а такі мислителі, як Джон Лок і Томас Джефферсон, виступали за прагнення до нього як невід’ємного аспекту людської свободи.
Існують також культурні відмінності в розумінні та досвіді щастя. Наприклад, в індивідуалістичних суспільствах щастя часто асоціюється з особистими досягненнями, самовираженням та самоактуалізацією, тоді як у колективістських культурах щастя тісніше пов’язане з соціальною гармонією, приналежністю та виконанням соціальних ролей.
Філософи принаймні з часів Сократа досліджують природу щастя і його досяжності. Обидва ці питання розглядаються в контексті питання, чи залежить щастя тільки від філософської позиції, чи залежить також від зовнішніх обставин. Особливо в давні часи розуміння щастя було пов'язано з розумінням людської природи. Ми знаходимо, таким чином, різні підходи:
- Як певний ідеал, щастя в земному житті неможливе. Але може бути досягнуто як нагорода за земні справи в загробному житті (рай).
- Згідно з Арістотелем щастя є дією відповідно до своєї природи. Риби щасливі плавати, а птахи — літати. Натомість, природу людини характеризує здатність мислити й творити політичні організації, відтак найщасливішим є філософ і державний діяч. Аристотель однак і не применшував роль фізіологічних потреб (він відчував, що щаслива людина повинна бути добре нагодована).
- Можна також досягти щастя, що розуміється як суб'єктивно найкраще положення в житті і оцінюється як:
  - міра радощів життя (наприклад, в епікурействі);
  - сила характеру, що унезалежнює людину від обставин (наприклад, в стоїцизмі або буддизмі).
- Згідно з християнством абсолютним щастям є безпосередній контакт з Богом — визначається святим Фомою Аквінським як блаженне бачення. Боецій писав, що Бог є Щастям, і люди можуть бути щасливі, беручи участь у щасті Бога.
- Згідно з вченням ісламу щастя пов'язане з поведінкою відповідною волі Аллаха — відтак праведні особи щасливі, а грішники нещасливі — як в земному житті, так і загробному.
- Згідно з вченням буддизму, неможливо досягти щастя, рухаючись шляхом бажань, адже повне їх задоволення неможливе. Єдиний шлях до досягнення абсолютного щастя полягає у відмові від цих бажань. Таким чином досягається стан нірвани. Більш світські форми щастя, такі як здобуття багатства і підтримання добрих стосунків, є достойними цілями для світських людей. Буддизм також заохочує до виховання доброти і співчуття, побажання щастя і процвітання для усіх живих істот.

## Інші значення
- 2. Добра доля; удача; процвітання
- 3. Благодать, доречність чи вдалість у зауваженні чи звороті фрази

## Цитати
- Чим більше людина розмірковує добрі думки, тим кращим буде її світ і світ загалом. Конфуцій
- Щастя — це шлях. Ґаутама Будда
- Щастя не в майні і не в золоті; відчуття щастя живе в душі. Демокріт
- Щастя залежить від нас самих. Арістотель
- Просіть і буде вам дано, шукайте і знайдете, стукайте і відчинять вам; бо кожен, хто просить одержує, хто шукає знаходить, а хто стукає відчинять йому. Ісус Христос
- Справжнє щастя полягає в тому, щоб насолоджуватися сьогоденням без тривожної залежності від майбутнього. Луцій Сенека
- Щастя вашого життя залежить від якості ваших думок. Марк Аврелій
- Люди знаходять щастя, займаючись улюбленою справою. Аврелій Августин
- Немає більшого акту милосердя, який можна запропонувати людині, ніж привести її до істини; і немає більшого щастя, ніж пізнати правду. Фома Аквінський
- Для щастя потрібно щось робити, щось любити і в щось вірити. Джозеф Еддісон
- Щасливий, кому вдалося знайти щасливе життя, але щасливіший, хто вміє користуватися ним. Григорій Сковорода
- Шукаємо щастя по країнах, століттях, а воно скрізь і завжди з нами; як риба в воді, так і ми у ньому, і воно біля нас шукає нас самих. Нема його ніде від того, що воно скрізь. Воно схоже до сонячного сяйва — відкрий лише вхід у душу свою. Григорій Сковорода
- Щастя більше залежить від внутрішнього настрою розуму, ніж від зовнішніх обставин. Бенджамін Франклін
- Більшість людей щасливі настільки, наскільки вони вирішили бути щасливими. Авраам Лінкольн
- Щастя, як метелик; чим більше ви за ним женетеся, тим більше воно вислизатиме від вас, але якщо ви звернете свою увагу на інші речі, воно прийде й м’яко сяде у вас на плече. Генрі Девід Торо
- Щастя — це відчуття того, що сила зростає — що опір долається. Фрідріх Ніцше
- Якщо ви хочете вести щасливе життя, ви повинні бути прив’язані до мети, а не до людей або до речей. Альберт Ейнтштейн
- Щастя — це не щось готове. Воно приходить від ваших власних дій. Далай Лама
- Хочеш бути щасливою людиною – не рийся у своїй пам’яті. Ошо

## Забобони

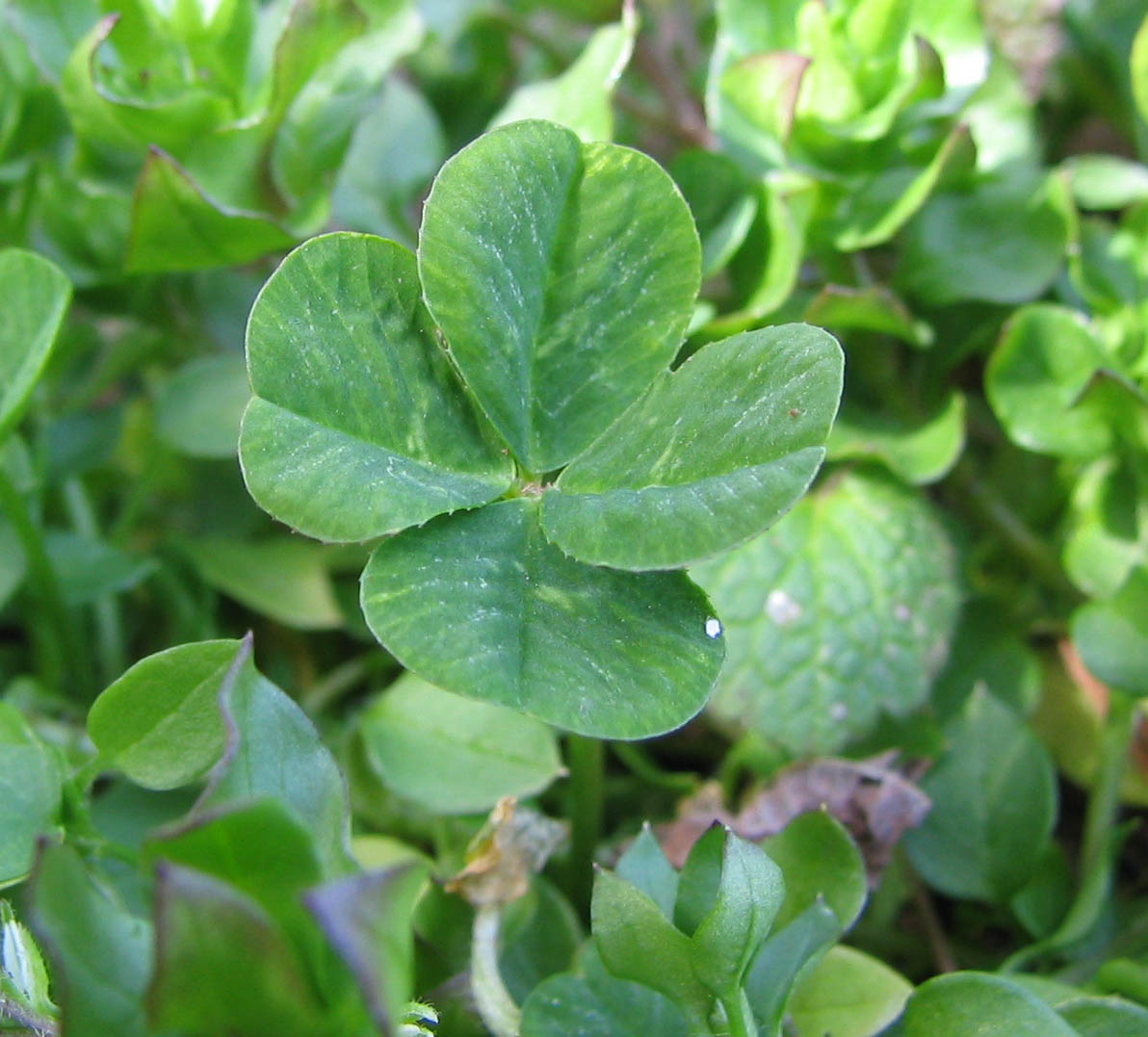
Якщо з'їсти конюшину, яка має чотири листочки — то пощастить
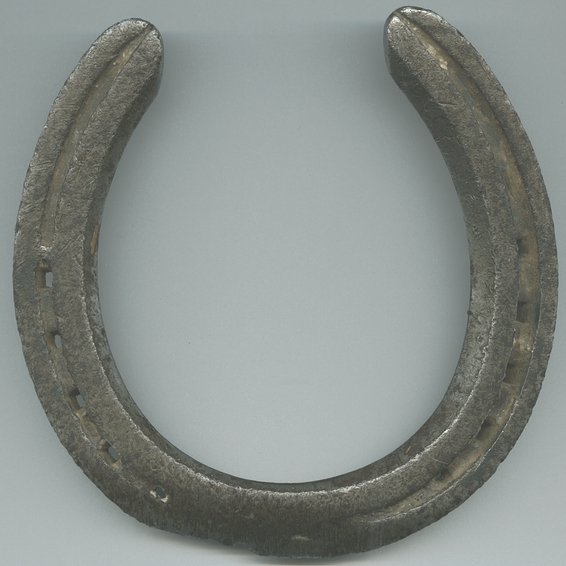
Підкова, знайдена на дорозі, приносить щастя та удачу
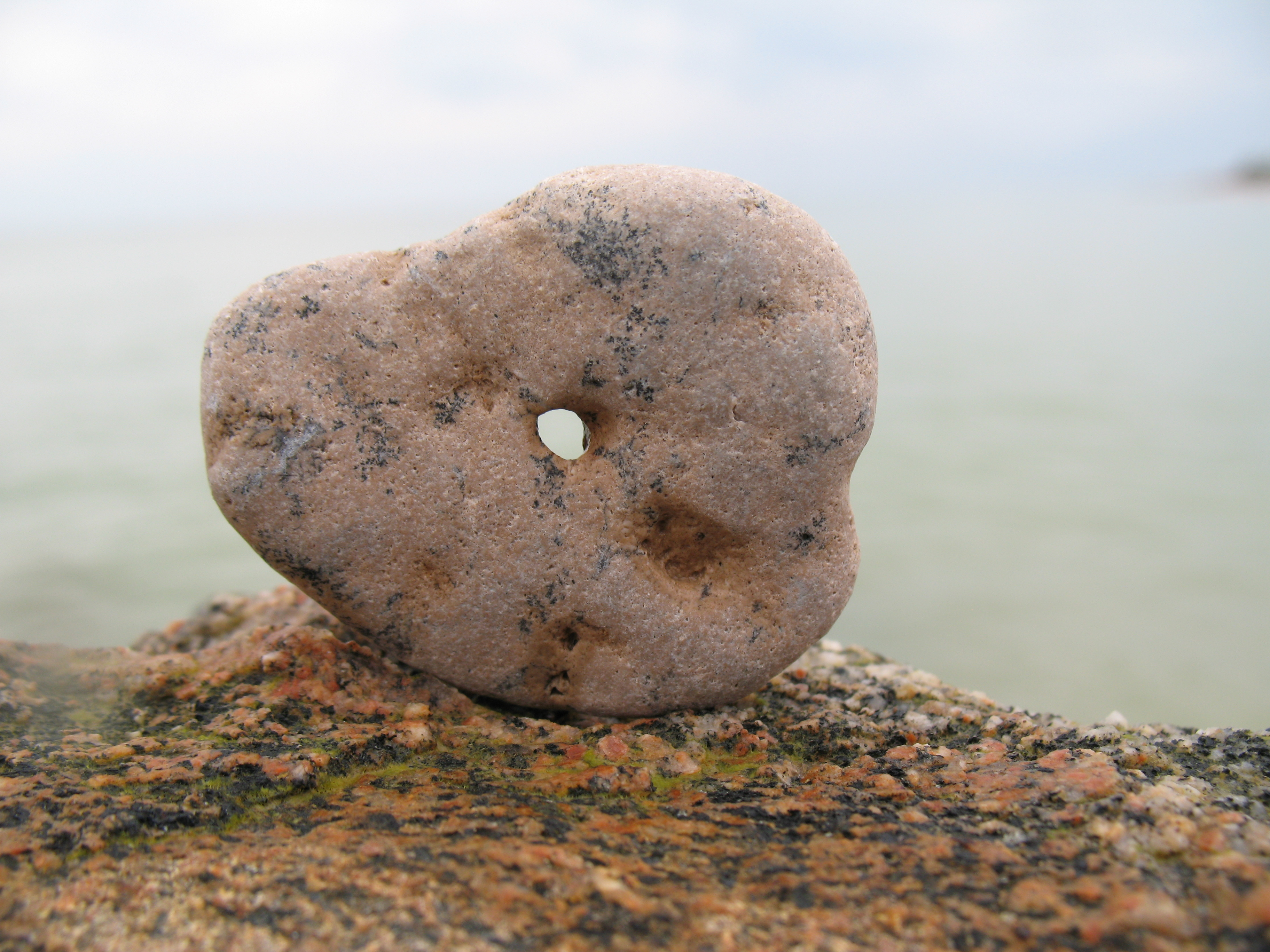
Курячий бог
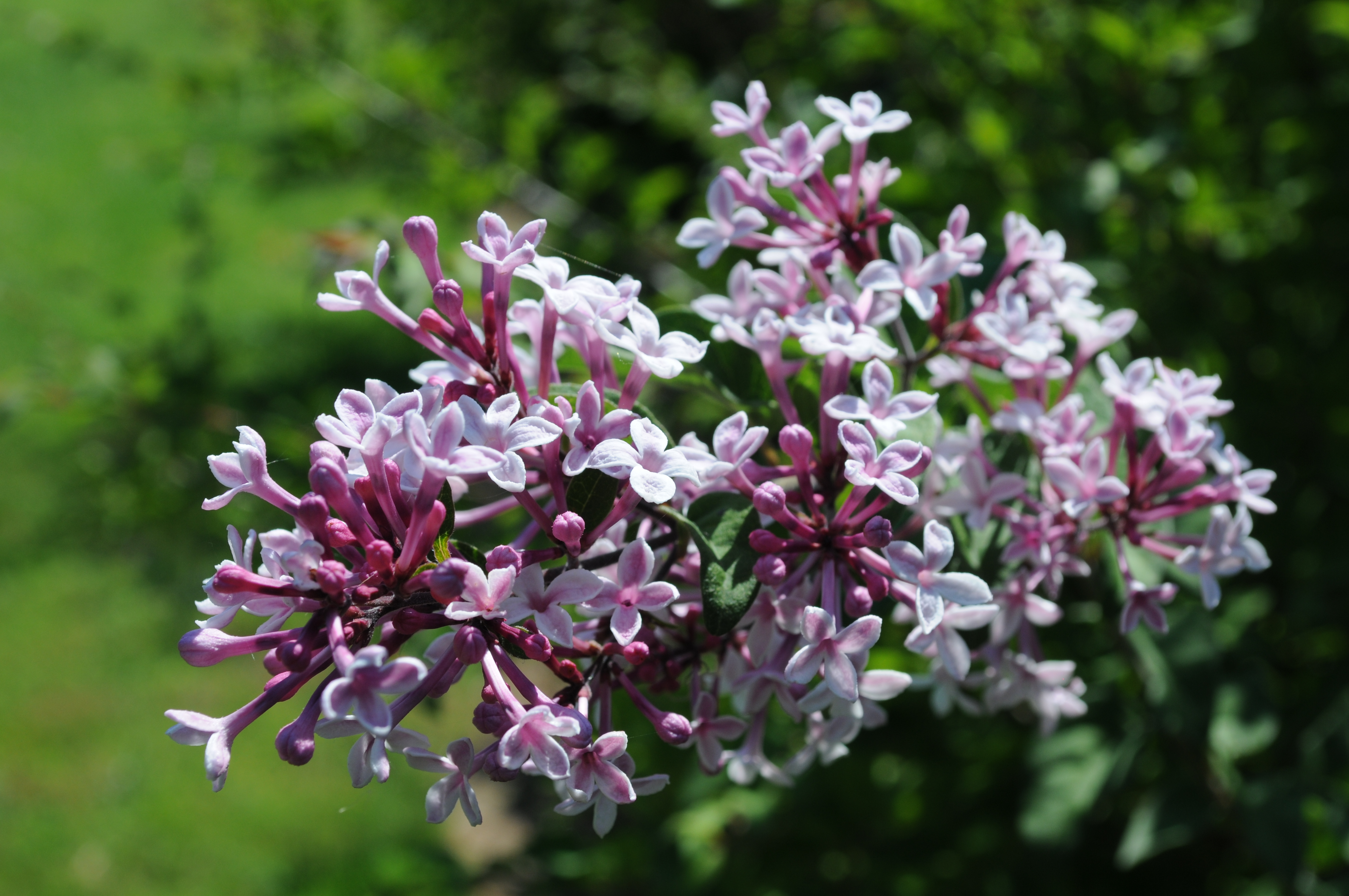
Якщо знайдеш квітку бузку з п'ятьма пелюстками — то на щастя
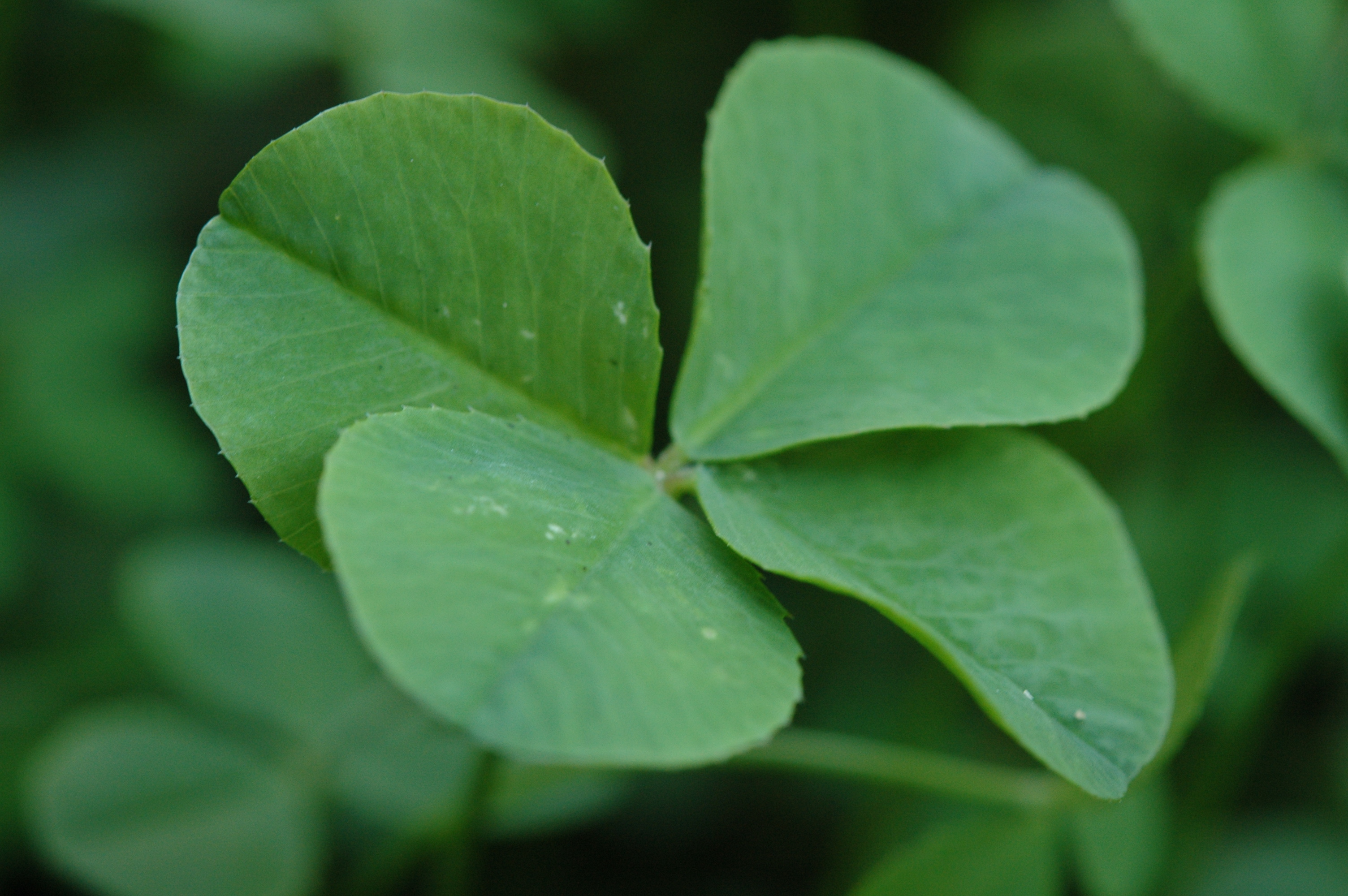
Один із символів щастя

- Рушник дарувала мати синові в дорогу на щастя в новому житті. Його берегли як пам'ять про рідний дім, про дитинство.

І в дорогу далеку ти мене на зорі проводжала,
І рушник вишиваний на щастя, на долю дала. (Малишко Андрій Самійлович)
- Якщо ви знайдете підкову, це щаслива прикмета.
- Щастя приносять нерукотворні амулети. Наприклад, жаб'ячий камінь — маленькі шершаві жовтуваті камінчики, що формою нагадують жабу, знаходять на березі озер та річок. Камінчики з дірочкою, що поетично прозвали «курячим щастям». А також знайдені серед сірих каменів прибою сердоліки і бурштин.
- Якщо з'їсти конюшину, яка має чотири листочки, або квітку бузку з п'ятьма пелюстками — то обов'язково пощастить.

## Щастя в суспільстві
Щастя — це універсальний людський досвід, який досліджували, прагнули та плекали протягом всієї історії. Це складне та багатогранне поняття, яке охоплює низку позитивних емоцій, благополуччя та задоволеності життям. Прагнення до щастя є не лише особистим прагненням, а й ціллю суспільства. Щастя пов’язують із численними перевагами, включаючи покращення фізичного та психічного здоров’я, підвищення продуктивності та покращення соціальних стосунків. Дослідження показали, що щасливіші люди, як правило, живуть довше, мають сильнішу імунну систему та витриваліші перед лицем труднощів. Крім того, щастя може мати позитивний вплив на суспільство, сприяючи співпраці, альтруїзму та почуттю причетності. У результаті просування щастя стало важливою метою державної політики, освіти та ініціатив на робочому місці.

## Додаткова література

### Книги
- Irtelli Floriana; Gabrielli Fabio, ред. (15 березня 2023). Happiness and Wellness - Biopsychosocial and Anthropological Perspectives (англ.). IntechOpen. ISBN 978-1-80355-591-1.
- Las Heras Mireia; Grau Grau Marc; Rofcanin Yasin, ред. (2023). Human Flourishing: A Multidisciplinary Perspective on Neuroscience, Health, Organizations and Arts (англ.). Cham: Springer Nature. ISBN 978-3-031-09785-0.

### Журнали
- Journal of Happiness Studies